# Nemanthias
Nemanthias ist eine Fischgattung aus der Gruppe der Fahnenbarsche (Anthiadidae), die in den Korallenriffen des tropischen Indopazifiks vorkommt.

## Merkmale
Nemanthias-Arten werden 8 bis 13 cm lang. Ihre Körperhöhe liegt bei 25 bis 39 % der Standardlänge, die Kopflänge beträgt 28 bis 35 % der Standardlänge. Charakteristisch für die Gattung ist die weit vorn beginnende Rückenflosse. Der Anfang der Rückenflosse liegt bei den meisten Fahnenbarschgattungen über oder etwas hinter dem Hinterrand des Kiemendeckels, bei Nemanthias aber von Art zu Art variierend über der Mitte der Wange bis zum Mittelpunkt des Präoperkulums. Das schräg stehende Maul ist endständig und relativ groß. Die Maulspalte reicht bis zum Hinterrand der Pupille oder bis zum Hinterrand des Auges. Der vordere Oberlippenabschnitt ist bei Männchen angeschwollen. In den Kiefern befinden sich einige vergrößerte Fangzähne und mehrere Reihen kleiner konischer Zähne. Auch der Gaumen ist auf einem kleinen Feld bezahnt. Auf dem Kiemendeckel befinden sich drei flache Stacheln, von denen der oberste nur schwach entwickelt und von Haut und Schuppen bedeckt ist. Das Präoperculum ist am hinteren Rand und am Winkel fein gesägt. Die Schuppen sind relativ klein, so dass die Anzahl der Seitenlinienschuppen und der Schuppen rund um den Schwanzstiel sehr hoch ist.

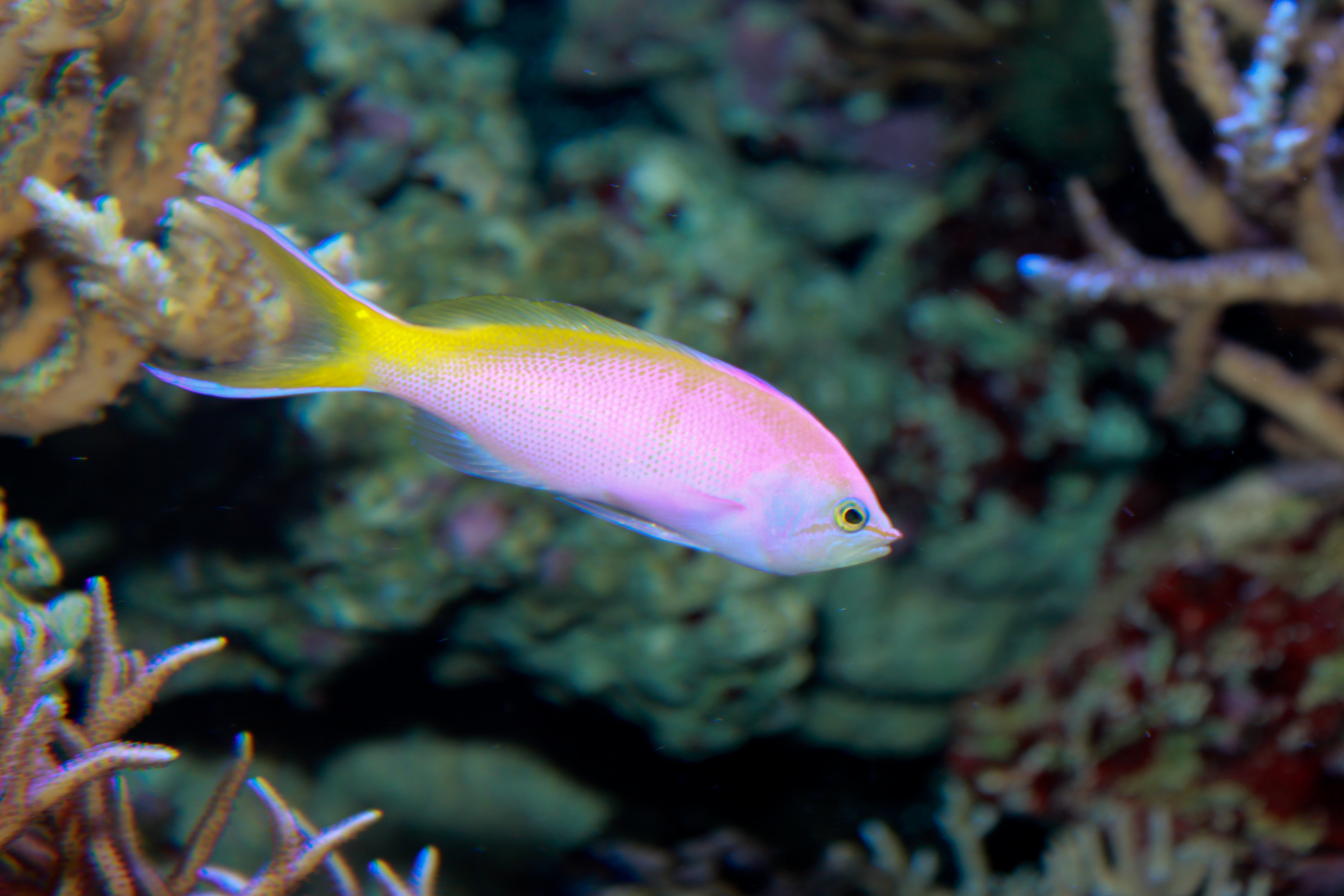
Nemanthias bartlettorum

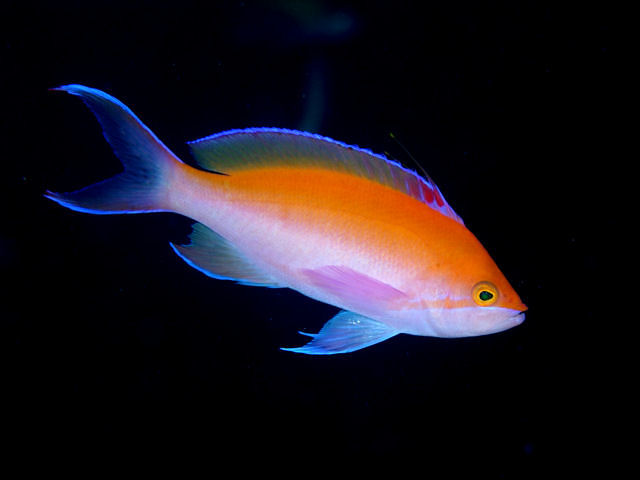
Nemanthias bicolor

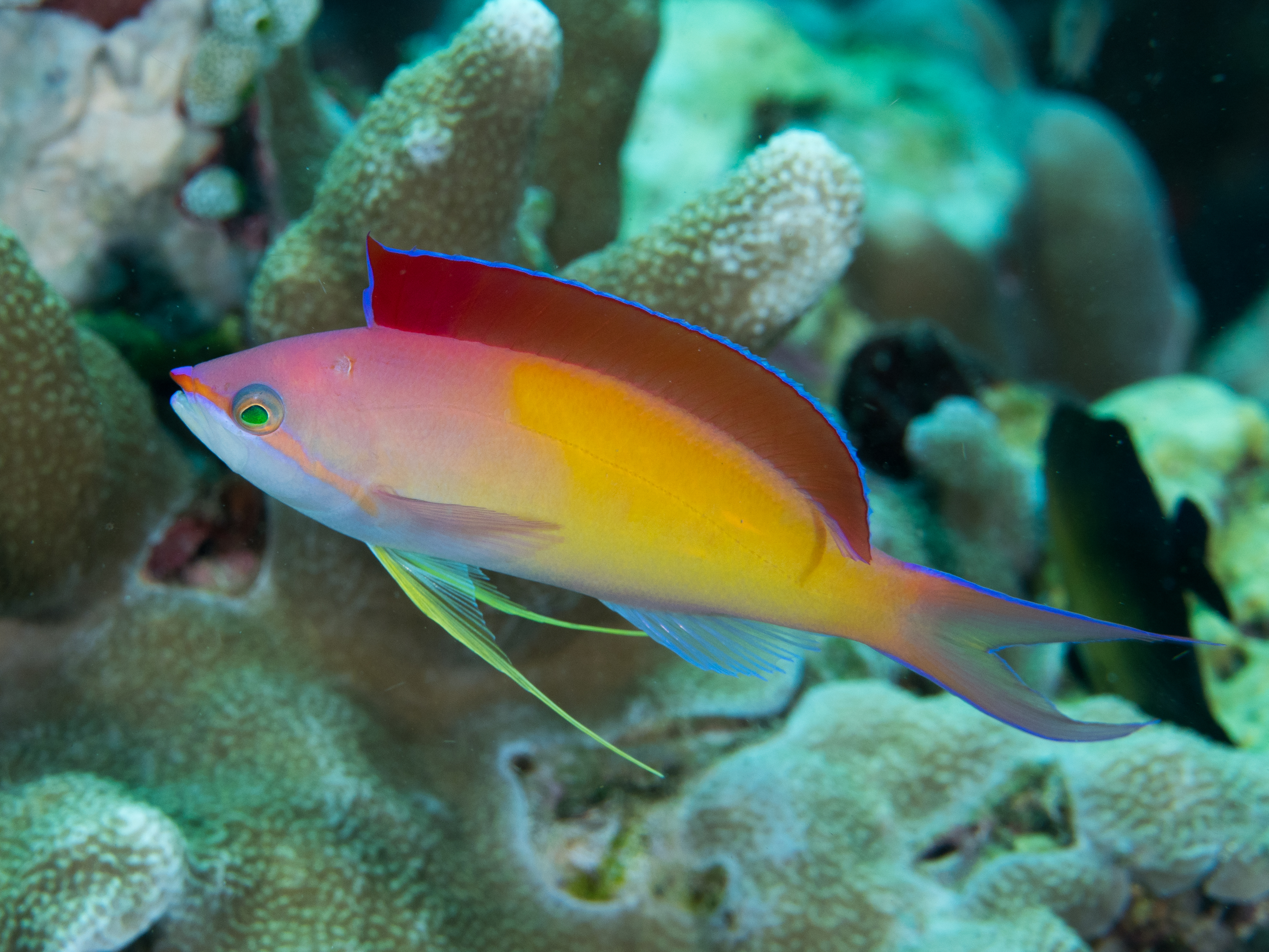
Nemanthias dispar

- Flossenformel: Dorsale X–XII/16–18, Anale III/7–(8), Pectorale 18–22, Ventrale I/5, Caudale 9–12+9+8+7–13
- Schuppenformel: 50–64/29–36.
- Wirbel: 10+16.[1]

## Systematik
Die Gattung Nemanthias wurde im Jahr 1954 zusammen mit ihrer Typusart, dem Faden-Fahnenbarsch, durch den südafrikanischen Ichthyologen James Leonard Brierley Smith erstmals wissenschaftlich beschrieben. Sie war fast 70 Jahre lang monotypisch. Im Januar 2022 veröffentlichte der australische Ichthyologe Anthony Gill eine Neubeschreibung der Gattung, wobei er fünf weitere, mit dem Faden-Fahnenbarsch nah verwandte und ursprünglich zu Pseudanthias oder eine Zeit auch zu Mirolabrichthys gehörende Arten der Gattung Nemanthias zuordnete.

## Arten
In der Gattung gibt es sechs Arten:
- Bartletts Fahnenbarsch (Nemanthias bartlettorum (Randall & Lubbock, 1981))
- Zweifarben-Fahnenbarsch (Nemanthias bicolor (Randall, 1979))
- Faden-Fahnenbarsch (Nemanthias carberryi Smith, 1954)
- Sichel-Fahnenbarsch (Nemanthias dispar (Herre, 1955))
- Flammen-Fahnenbarsch (Nemanthias ignitus (Randall & Lubbock, 1981))
- Nemanthias regalis (Randall & Lubbock, 1981)